# Levice – Gena
Levice – Gena – wydzielony teren w mieście Levice w południowo-zachodniej Słowacji, będący parkiem przemysłowym. Park ten ma powierzchnię ponad 250 hektarów, z czego w styczniu 2005 r. wolnych pod zabudowę pozostało jedynie 49 hektarów.
Park przemysłowy Levice – Gena położony jest 4 km od centrum miasta. Atutami parku są dobra infrastruktura, położenie w pobliżu głównych ciągów drogowych (40 km od autostrady: Bratysława, Trnawa, Trenczyn, Nowe Miasto nad Wagiem). O sukcesie zadecydowała także liberalna i prorynkowa polityka Słowacji. W strefie dotychczas zainwestowało kilka firm, tworząc ponad 3 tysiące nowych miejsc pracy. Najbardziej znaną inwestycją jest budowa fabryki opon południowokoreańskiej firmy Hankook Tires, która rozpoczęła działalność w 2008 roku, tworząc 1600 miejsc pracy (dodatkowo powstało około 1500 miejsc pracy w zakładach wybudowanych przez kooperantów). O inwestycję Hankook Tires ubiegała się także Polska.